# Habban (huyện)
Huyện Habban là một huyện thuộc tỉnh Shabwah, Yemen. Đến thời điểm năm 2003, huyện này có dân số 29846 người